# Coprinellus dilectus
Coprinellus dilectus là một loài nấm trong họ Psathyrellaceae. Nó được miêu tả đầu tiên là Coprinus dilectus bởi nhà nấm học Elias Magnus Fries năm 1838, sau đó được xếp vào chi Coprinellus năm 2001.